# Anna Liberata de Souza
Anna Liberata de Souza fue una narradora india cuyos relatos populares fueron recogidos por la autora inglesa Mary Frere en su libro Old Deccan Days.
De Souza fue dama de compañía de Mary Frere, quien en su estancia en la India, en la década de 1860, le pidió que le narrara cuentos populares del país. Esta lo hizo, así como su propia vida, que Frere incluyó en una sección denominada Narrator's Narrative que precede a los cuentos de De Souza, que Frere publicó bajo el título Old Deccan Days; or, Hindoo Fairy Legends, Current in Southern India. Collected From Oral Tradition.
De Souza provenía de una familia de origen lingayat de Maharastra que se había convertido al cristianismo. Sus historias, sin embargo, son relatos hindúes.
De Souza los refirió a Frere en inglés, pero Max Müller observó que uno de ellos guardaba gran fidelidad a un relato conocido en sánscrito.